# Vittsjö IP
Vittsjö IP – stadion piłkarski w Vittsjö, w Szwecji. Obiekt może pomieścić 1500 widzów. Swoje spotkania rozgrywają na nim piłkarki klubu Vittsjö GIK.
W 2011 roku piłkarki zespołu Vittsjö GIK po raz pierwszy w historii awansowały do Damallsvenskan (najwyższy poziom ligowy kobiecych rozgrywek piłkarskich w Szwecji). Aby przystosować obiekt do wymogów tych rozgrywek, przed rozpoczęciem kolejnego sezonu przeprowadzono przebudowę obiektu, likwidując m.in. bieżnię wokół boiska (nowa bieżnia lekkoatletyczna powstała po przeciwnej stronie ulicy, przy której znajduje się stadion). W 2014 roku zainstalowano jeszcze maszty oświetleniowe, a w roku 2017 dobudowano niewielką trybunę przy północno-wschodnim narożniku, by spełnić wymogi dotyczące liczby zadaszonych miejsc. W sezonie 2019 piłkarki Vittsjö GIK osiągnęły historyczny sukces, zajmując 3. miejsce w tabeli Damallsvenskan.